# (8412) Zhaozhongxian
(8412) Zhaozhongxian (désignation provisoire 1996 TM6) est un astéroïde de la ceinture principale découvert en 1996.

## Description
(8412) Zhaozhongxian a été découvert le 7 octobre 1996 à la station de Xinglong, dans la province chinoise d'Hebei (Chine), par le Beijing Schmidt CCD Asteroid Program.

### Caractéristiques orbitales
L'orbite de cet astéroïde est caractérisée par un demi-grand axe de 2,38 UA, un périhélie de 1,92 UA, une excentricité de 0,19 et une inclinaison de 2,22° par rapport à l'écliptique. Du fait de ces caractéristiques, à savoir un demi-grand axe compris entre 2 et 3,2 UA et un périhélie supérieur à 1,666 UA, il est classé, selon la JPL Small-Body Database, comme objet de la ceinture principale.

### Caractéristiques physiques
(8412) Zhaozhongxian a une magnitude absolue (H) de 15,5 et un albédo estimé à 0,322.